# Antoni Martín i Coll
Antoni Martín i Coll (Reus ca. 1660 - Madrid ca. 1734) va ser un franciscà, compositor, organista i estudiós i compilador de música barroca.
Molt jove, ingressà al monestir franciscà de San Diego de Alcalá on va arribar a ser organista. Va estudiar música i orgue amb Andrés Lorente. Va ser amic de l'organista Josep Elies. Des del 1707 i fins a la seva mort, va ser organista al monestir de San Francisco el Grande de Madrid. Entre 1706 i 1709, va recollir obres per a orgue de Corelli, Denis Gaultier, Handel, Aguilera de Heredia, Cabanilles, Antonio de Cabezón, Frescobaldi i de diversos anònims, que aplegà sota el títol de "Flores de música" en un manuscrit que es conserva a la Biblioteca Nacional de Madrid. El volum cinquè d'aquestes "Flores de música", titulat "Ramillete oloroso: suabes flores de música para órgano", es considera que recull obra pròpia. Dues de les composicions són variacions sobre la folia, una amb el títol "Diferencias sobre las folías" i una més breu, "Folías".
Va publicar diversos tractats de música: Arte de canto llano, y breve resumen de sus principales reglas, para cantores de choro Madrid: Juan Garcia Infançon, 1711 (amb una reedició el 1714 i una altra ampliada el 1719) i Breve suma de todas las reglas de canto llano y su explicación. Madrid: [s.n.], 1734.